# Peter Draenert
Peter Draenert (* 24. Mai 1937; † 19. November 2005) war ein deutscher Möbeldesigner.

## Leben und Schaffen
Peter Draenert studierte an der Universität Tübingen Philosophie, Kunstgeschichte, Germanistik und Psychologie. Er promovierte über Friedrich Hölderlin. 1968 gründete er zusammen mit seiner Frau die Draenert Studios am Bodensee in Immenstaad. 1965 fand Peter Draenert im Hinterhof eines Bauern auf der Schwäbischen Alb per Zufall eine Platte aus braunem Ölschiefer mit versteinerten Schnecken und Muscheln. Er entwarf dafür Kufen aus Hochglanz Chrom, weil er diesen Tisch für sich wollte. Der erste Draenert-Tisch, das Modell 1062 Primus, war geboren.
Es war das erste Modell aus Schwäbischem Ölschiefer wahlweise mit einem eingesetzten großen Ammoniten, einem 180 Mio. Jahre alten Urweltfund aus dem Zeitalter des Jura.
Die vier Dekaden seines Schaffens hatten unterschiedliche Schwerpunkte:
In den 70er Jahren wurden die aus dem Material Ölschiefer hergestellten Tische zum weltweiten Verkaufserfolg. Diese Idee konnte in Zusammenarbeit mit dem Denkmalamt des Landes Baden-Württemberg und dem Forschungsteam des Hauff-Museums in Holzmaden realisiert werden.
Maßgeblich für den Erfolg der 1980er Jahre war der Beginn der Kunstmöbelreihe mit den Frankfurter Schränken bzw. Sekretären mit Geheimfächern der namhaften Frankfurter Architekten Berghof-Landes-Rang. Diese limitierten Objekte stehen heute in Museen wie dem Metropolitan Museum of Art in New York und dem Victoria & Albert Museum in London. Mit den Frankfurter Schränken erhält Draenert internationale Anerkennung. Weitere Ereignisse dieser Dekade waren die Zusammenarbeit mit Ron Arad aus London, Trix und Robert Haussmann aus Zürich, David Palterer aus Florenz und Oswald Mathias Ungers aus Köln.
In den 90er Jahren wurden sowohl die rationale wie die irrationale Bewegung kultiviert. Die Bewegung bei Möbeln war zu dieser Zeit neu und wurde durch die noch heute andauernde Zusammenarbeit mit dem Designer Georg Appeltshauser erstmals in Perfektion umgesetzt. Aus dieser Dekade stammt der Esstisch Adler. Viele weitere Tische und Stühle mit Funktionen folgten bis heute.
Ab 2000 kam eine weitere Dimension ins Spiel: Licht. Nicht nur selbst leuchtende Tische oder beleuchtete Tische, sondern Tische als Lichtquellen für einen Raum. Mit Walter Giers wurde eine Kunstmöbelreihe kreiert – lichtkinetische Objekte mit Licht- und Bildwandlern, optischen Täuschungen, die sich immer wieder auflösen und zufallsgesteuerten Klangspielen, die sich nicht wiederholen. Die Tische haben im Zusammenspiel mit den Licht- und Bildwandlern meditativen Charakter.
Neben eigenen Modellen ermöglichte er bekannten Designern und Architekten, wie u. a. Oswald Mathias Ungers, Werner Aisslinger, Norbert Berghof, Trix und Robert Haussmann, Gino Carollo und David Palterer ihre Entwürfe in der Manufaktur zu realisieren.

## Arbeiten in öffentlichen Sammlungen (Auswahl)
Limitierte Möbelstücke, die in der Manufaktur entstanden sind – wie z. B. der berühmte „Frankfurter Schrank“, sind in zahlreichen Museen zu betrachten:
- Victoria & Albert-Museum, London;
- Museum für angewandte Kunst, Köln
- Staatliche Kunstsammlungen, Kassel
- Kestner-Museum, Hannover
- Museum für angewandte Kunst, Köln
- Nationalmuseum, Tokyo
- Metropolitan Museum of Art, New York
- Deutsches Architekturmuseum, Frankfurt
- Museum für angewandte Kunst, Köln
- Haus der Geschichte der Bundesrepublik Deutschland, Bonn
- Staatliche Museen zu Berlin, Kunstgewerbemuseum
- Haus der Geschichte der Bundesrepublik Deutschland, Bonn
- Grassimuseum, Leipzig
- Neue Sammlung, München

## Kunst
Peter Draenert war auch ein engagierter Kunstsammler und förderte junge Künstler wie Esther Seidel, Harald Häuser, Daniel Kojo Schrade mit Einzelausstellungen in der  1991 erbauten Draenert Orangerie auf dem Firmengelände. Regelmäßig zeigte er auch Klassiker wie z. B. Karl Otto Götz oder Walter Stöhrer.